# Vittorio Merloni
Vittorio Merloni (Fabriano, 30 aprile 1933 – Fabriano, 18 giugno 2016) è stato un imprenditore italiano. Figlio di Aristide, fondatore delle Industrie Merloni, fu presidente di Indesit Company sino al 2010, anno in cui divenne Presidente Onorario, cedendo il ruolo di Presidente al figlio Andrea), e di Fineldo (presieduta dalla figlia Antonella), la holding di famiglia che controlla Indesit Company e le altre partecipazioni del Gruppo.

## Biografia
Si laureò in Economia e Commercio all'Università degli Studi di Perugia. Sposò Franca Carloni, dalla quale ebbe quattro figli: Maria Paola, Antonella, Aristide e Andrea, questi ultimi due gemelli. Era il fratello minore del senatore Francesco Merloni.
La sua carriera d'imprenditore ebbe inizio nel 1960, quando egli cominciò a lavorare nell'azienda di famiglia. Nel 1975 nacque la Merloni Elettrodomestici (ora Indesit Company) e Merloni ne diviene presidente, ricoprendo la carica ininterrottamente fino al 29 aprile 2010, data in cui lasciò la Presidenza al figlio Andrea, per assumere la carica di Presidente Onorario. La società, quotata alla Borsa di Milano dal 1987 al 2014, anno della cessione dell'azienda alla Whirlpool, è ancora oggi tra i leader in Europa nella produzione e commercializzazione di grandi elettrodomestici (lavabiancheria, asciugabiancheria, lavasciuga, lavastoviglie, frigoriferi, congelatori, cucine, cappe forni e piani cottura).
Nel 1980 ricoprì la carica di presidente di Confindustria, per quattro anni. Nel 1984, anno in cui fu nominato Cavaliere del lavoro, venne anche eletto presidente di Centromarca, un'associazione italiana che si occupa dell'Industria di Marca, restando in carica fino al 1988. Dal 1981 al 1994 fece inoltre parte del Board of Directors of the Associates dell'Harvard Business School di Boston. Nel 2001 diventò per quattro anni presidente di Assonime, l'associazione italiana che rappresenta le società di azioni. Sempre nello stesso anno ricevette la laurea ad honorem in ingegneria al Politecnico di Milano.
Negli anni successivi ottenne diversi premi e riconoscimenti: nel 2003, a due anni dall'acquisizione da parte di Indesit Company del marchio britannico Hotpoint, fu nominato Commendatore dell'Ordine dell'Impero Britannico. Nel 2004 ricevette il premio Leonardo per l'internazionalizzazione e nel 2005 a New York il premio GEI (Gruppo Esponenti Italiani) Award in segno di riconoscimento e apprezzamento per l'attività svolta, sia in campo industriale sia commerciale, con notevoli positivi riflessi per l'immagine dell'Italia all'estero. Fu anche membro del Consiglio per le Relazioni fra Italia e Stati Uniti e fece parte del Comitato per la Corporate Governance della Borsa Italiana. Fu Consigliere della Telecom Italia e della Fondazione Rosselli.
Morì il 18 giugno 2016 a Fabriano, sua città natale, a 83 anni, dopo essere stato ricoverato in seguito a un malore.